# World on Fire (singolo Slash)
World on Fire è un singolo del chitarrista statunitense Slash, pubblicato il 13 giugno 2014 come unico estratto dall'album omonimo.

## Descrizione
Traccia d'apertura dell'album, il brano è stato inciso insieme al gruppo spalla composto dal cantante Myles Kennedy e dai The Conspirators. Ha raggiunto il primo posto della Mainstream Rock Airplay, restando in classifica per 17 settimane.

## Tracce
1. World on Fire – 4:31 (Saul Hudson, Myles Kennedy)

## Formazione
- Slash – chitarra
- Myles Kennedy – voce
- Todd Kerns – basso, cori
- Brent Fitz – batteria, percussioni, pianoforte elettrico

## Classifiche
| Classifica (2014)                | Posizione massima |
| -------------------------------- | ----------------- |
| Stati Uniti (mainstream rock)    | 1                 |
| Stati Uniti (rock & alternative) | 43                |